# 폴 크루그먼 미래를 말하다
《폴 크루그먼 미래를 말하다》(The Conscience of a Liberal)는 미국의 경제학자 폴 크루그먼이 지은 정치경제학 서적이다. 해당 서적은 2007년 미국에서 발매되었다. 이어서 대한민국에는 2008년 9월 21일 현대경제연구원북스에서 번역판이 발매되었다. 해당 책은 대한민국의 노무현 전 대통령이 죽기 전 마지막으로 읽은 도서로 유명하다.

## 전체 내용
케인즈주의를 지지하는 저자 폴 크루그먼은 이 책을 통해 과거 루즈벨트의 뉴딜 정책이 중산층을 늘리는 데 기여한 정책이었다고 언급한다. 이러한 균형은 1970년대 보수주의 운동의 발생으로 인한 정치적인 양극화로 인해 깨지게 되었다. 정치적 양극화로 인해 발생한 경제적 불평등은 현재 미국 사회에서 계속 진행되고 있다고 책에서는 언급한다. 폴 크루그먼은 양극화를 해결하기 위해서는 미국 전 국민의 의료보험제도 의무화를 할 필요가 있다고 주장한다.

### 보수주의 운동
보수주의 운동(영어: conservative movement)은 20세기 중후반 미국에서 나타난 정치적 운동을 의미한다. 이 운동으로 인해 미국의 신 보수층들이 새롭게 뭉치게 되었다. 또한 1970년대 중반 이를 바탕으로 공화당이 미국 정권을 새롭게 잡을 수 있었다. 로널드 레이건은 이 운동과 관련된 대표적인 인물이다.
폴 크루그먼은 본 저서를 통해 보수주의 운동을 비판하였다. 그는 보수주의 운동은 미국내 정치적 양극화에 기여하였으며, 이는 결과적으로 1970년대 후반부터 경제적 불평등을 야기 시켰다고 주장하였다.